# Schaarbeek
Schaarbeek (Frans: Schaerbeek) is een Belgische plaats en gemeente in het noordoosten van het Brussels Hoofdstedelijk Gewest. De gemeente telt ruim 130.000 inwoners, het hoogste aantal in het gewest na dat van Brussel-stad.
Enkele bekende plaatsen in Schaarbeek zijn het Josaphatpark, de Hallen, de Koninklijke Sint-Mariakerk en de gebouwen van de VRT. Schaarbeek grenst met de klok mee aan Brussel, Evere, Sint-Lambrechts-Woluwe, een klein stukje Etterbeek en Sint-Joost-ten-Node.
Het is een gemeente met veel diversiteit. Het westen en noorden van Schaarbeek heeft een grotendeels allochtone bevolking. Dit is zo in de Brabantwijk (omgeving van het Station Brussel-Noord en het hele grensgebied met Sint-Joost-ten-Node) en het gebied tussen het Noordstation en het Station Schaarbeek zelf. Deze wijken vormen een opvallend contrast met de meer welgestelde wijken en straten van Schaarbeek, zoals de omgeving van het Josaphatpark (Louis Bertrandlaan en Paul Deschanellaan) en de villa's langs de Lambermontlaan.

## Geschiedenis
De eerste menselijke activiteiten die zich in Schaarbeek werden geïdentificeerd zijn van in de steentijd door de ontdekking van gereedschappen in vuursteen in het dal van Josafat. Daarnaast werden Romeinse overblijfselen ontdekt tijdens graafwerkzaamheden in de 19e eeuw. Zo ontdekte men vazen en pottenbakkers uit het bewind van Hadrianus onder de Haachtsesteenweg  op de plaats van de huidige middelbare school Emile Max, evenals "funderingen en gewelven" bij de huidige   plaats van de Koninklijke Sint-Mariakerk op het Koninginneplein. Schaarbeek zat aan een splitsing in de Romeinse wegen van Boulogne-sur-Mer via Bavay en ging naar Keulen en Elewijt.
De eerste schriftelijke vermelding van Schaarbeek is Scarenbeca in 1120 door de bisschop van Kamerijk in een document waarin hij ook Everna, de naburige gemeente Evere, citeert voor administratie en een deel van de inkomsten van de kerken in het kapittel van Zinnik.
In de middeleeuwen maakte het grondgebied van de stad deel uit van het hertogdom Brabant. Schaarbeek maakte deel uit van het "vat", dat wil zeggen de buitenwijken van de stad Brussel: het dorp werd in 1301 aan de stad geannexeerd. Deze situatie duurde tot 1795, toen de Franse administratie van Schaarbeek een gemeente maakte. De hertog van Bourgondië Filips de Goede en zijn zoon bezaten land in 1425 tussen de  Leuvensesteenweg  en de huidige Trooststraat.
Tot het begin van de 19e eeuw, blijft Schaarbeek een klein dorp waar de bevolking is gestegen van 600 in 1526, tot 1.131 inwoners in 1800 en tot 8.630 inwoners in 1850.
Vanaf 1819, met de vernietiging van de stadsomwalling aan de Botanische zijde en de uitbreiding van de Koningsstraat richting het Koninginneplein, werd de stad geleidelijk verstedelijkt. In 1835, met de oprichting van de eerste spoorlijn uit de groene steeg, de aanleg van het Noordstation (Rogierplein van 1841 tot 1846) en de uitbreiding van de spoorwegen naar Antwerpen lancereert dit de verstedelijking in Laag-Schaarbeek. De combinatie van betaalbare grondprijzen, diensten en openbaar vervoer zal de ontwikkeling van de stad ook bevorderen. In 1887 werd het gemeentehuis gebouwd op het Colignonplein en de bevolking groeide in 1900 tot 64.000 inwoners.
Het begin van de 20e eeuw werd er gebouwd aan woningen voor de burgerij: de Louis Bertrandlaan en later Paul Deschanellaan zitten aan de basis van de sociale- en geografische kloof tussen de laag- en hoog van Schaarbeek.
In de jaren 70 van de twintigste eeuw zou de Lokettenkwestie, het taalbeleid van burgemeester Roger Nols, de gemoederen beroeren. Nols zou tot 1989 burgemeester blijven.

## Bezienswaardigheden

### Kerken
- De Sint-Albertuskerk
- De Sint-Aleydiskerk
- De Bethelkerk
- De Driekoningenkerk
- De Sint-Elisabethkerk
- De Kerk van de Goddelijke Zaligmaker
- De Heilige-Familiekerk
- De Sint-Jan en Niklaaskerk
- De Koninklijke Sint-Mariakerk
- De Sint-Servaaskerk
- De Sint-Suzannakerk
- De Sint-Theresiakerk

### Musea
- Het Schaarbeeks Biermuseum
- Het Het Clockarium Museum
- Het Museum voor Spontane Kunst
- Het museum Train World
- Het Atelier-Géo De Vlamynck.

### Overig
- Het Gemeentehuis van Schaarbeek op het Colignonplein is een voorbeeld van de Italiaans-Vlaamse neorenaissancestijl. Het is ontworpen door architect Jules Jacques Van Ysendyck en werd officieel geopend op 21 juli 1887 door de toenmalige koning Leopold II.
- De Hallen
- Aan de Reyerslaan, waar nu de gebouwen van VRT en RTBF staan, bevond zich tot 1963 de Nationale Schietbaan, waar tijdens de Eerste en Tweede Wereldoorlog verzetslieden werden gefusilleerd door de Duitse bezetters.

### Beschermd erfgoed
- Lijst van beschermd onroerend erfgoed in Schaarbeek

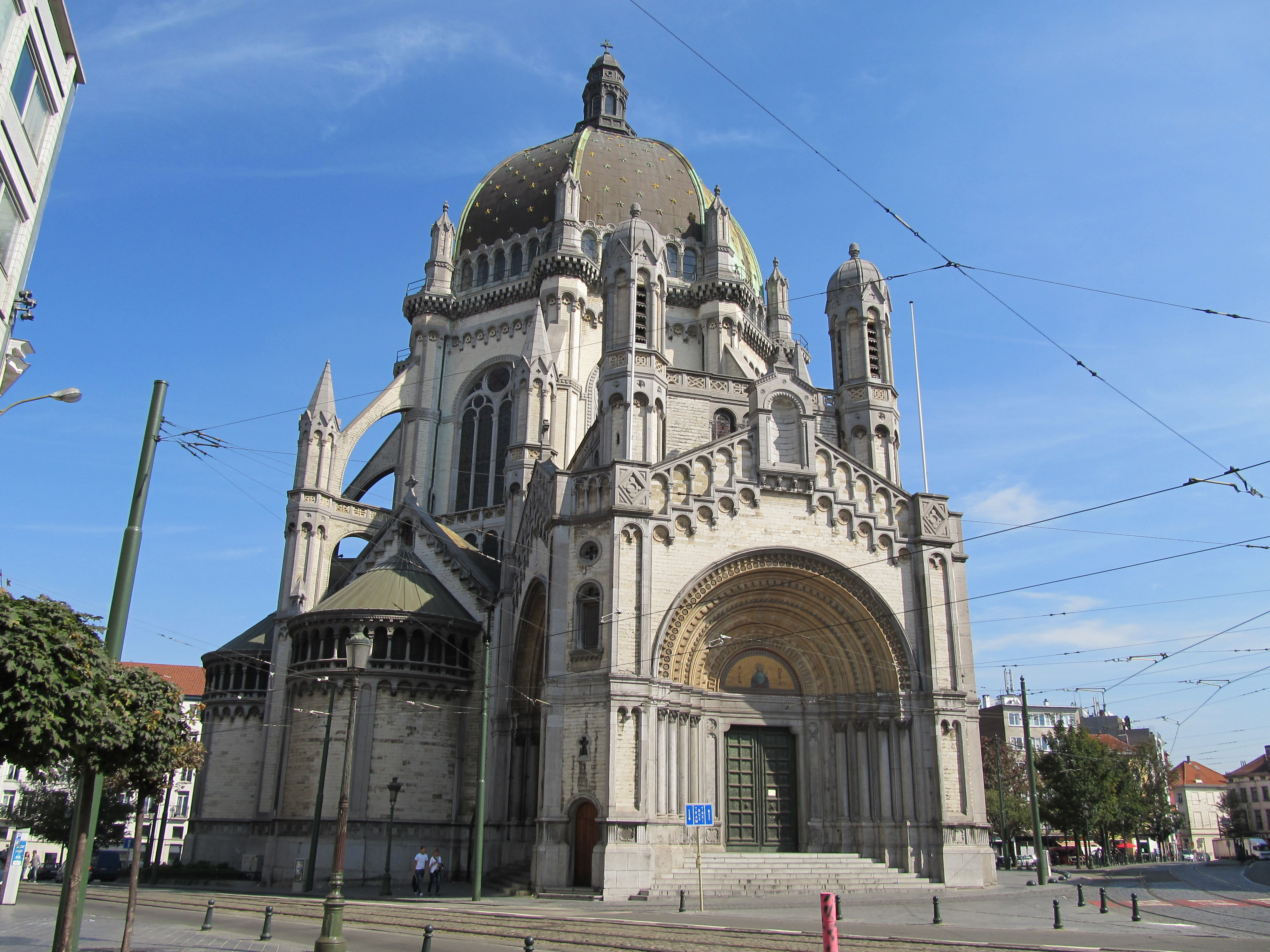
Koninklijke Sint-Mariakerk
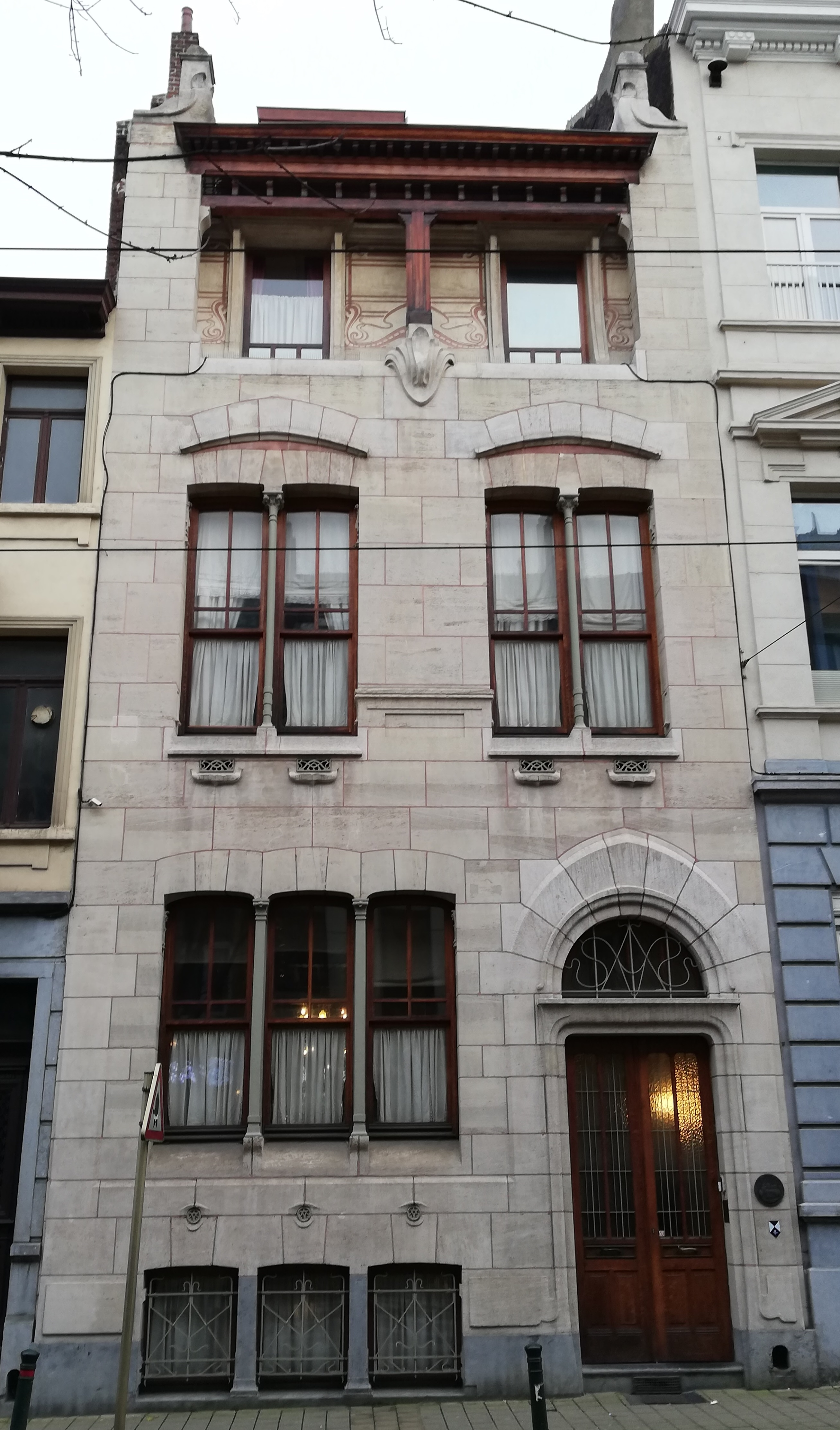
Autrique Huis
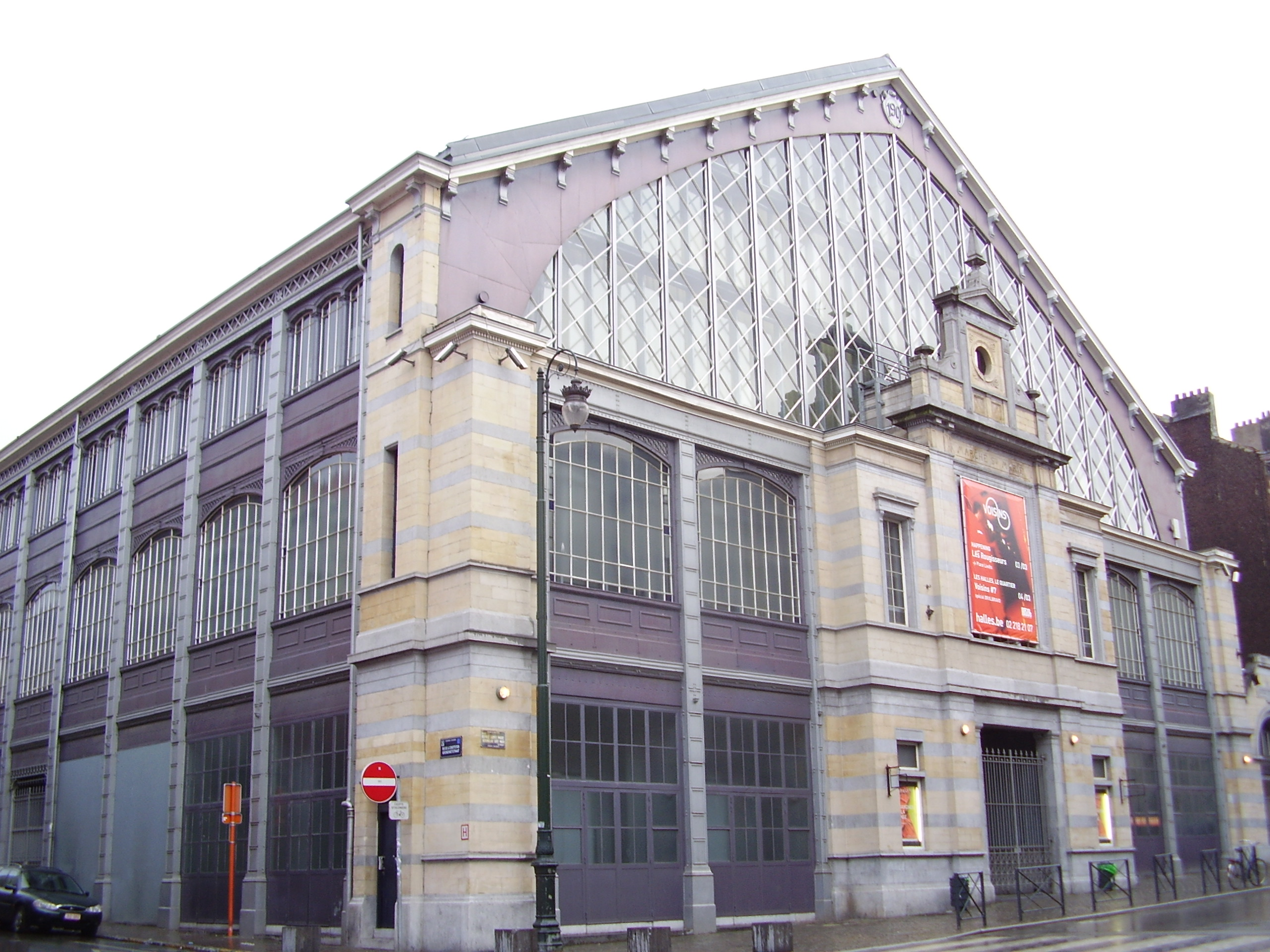
Hallen van Schaarbeek
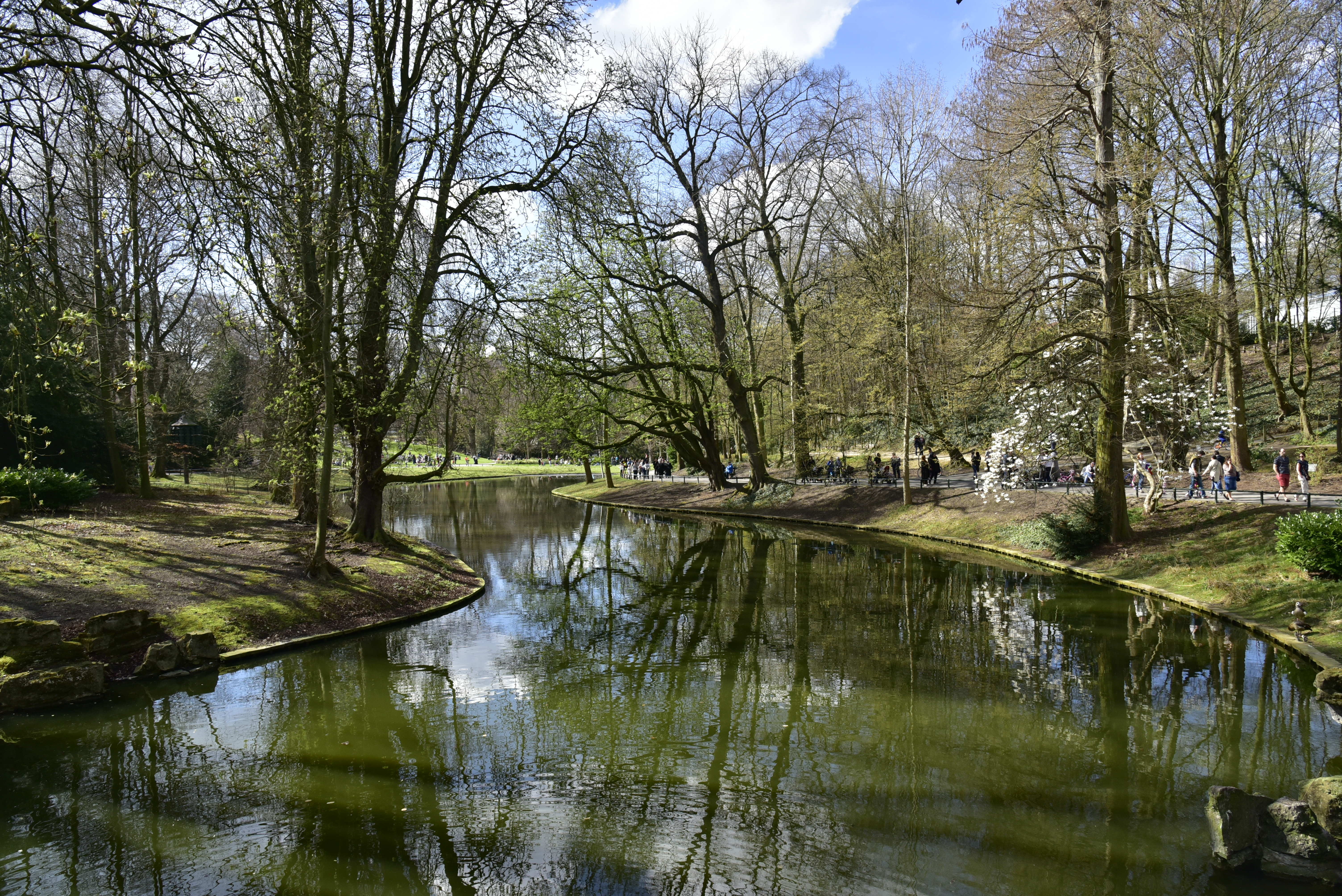
Josaphatpark
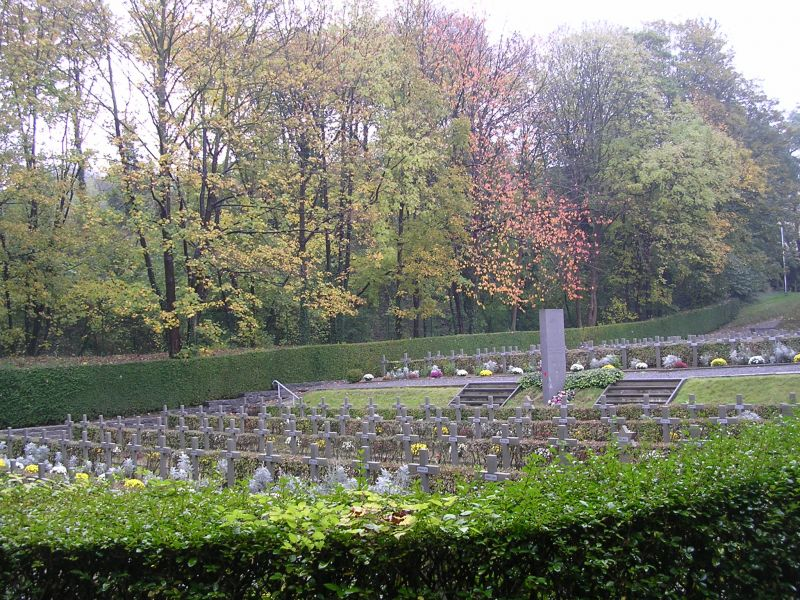
Ereperk der Gefusilleerden

## Natuur en landschap
Schaarbeek is, als onderdeel van het Brussels Hoofdstedelijk Gewest, sterk verstedelijkt. De hoogte bedraagt 26-49 meter. In Schaarbeek stroomt de Maalbeek die er uitmondt in de Zenne.
In Schaarbeek liggen de volgende parken:
- Het Walckierspark
- Het Josaphatpark
- Het Huart Hamoirpark

## De ezelsgemeente
Schaarbeek stond voorheen bekend om de teelt van de Schaarbeekse krieken, een variant van de zure kers. De Schaarbekenaars hadden het privilege om hun fruit op ezels naar de Brusselse markt te brengen om ze daar aan de producenten van kriek te verkopen. Wanneer de kriekenverkopers aankwamen, riepen de Brusselaars: "Hei! Doë zên die êzels van Schoerebeik!" (Hee, daar zijn die ezels van Schaarbeek!). De anekdote wordt nog steeds verteld, en sommige Schaarbekenaren zeggen trots te zijn in "de stad van de ezels" te wonen.
Op een bepaald ogenblik zouden er zelfs evenveel ezels als mensen in Schaarbeek gewoond hebben.
In Schaarbeek worden nu geen krieken meer gekweekt, maar de herinnering hieraan is niet verloren gegaan: er is een Kerselarenstraat, een Morellebomenplaats (Square des Griottiers), kriekelaren zijn aangegelegd in diverse straten van de Diamantkwartier (Milcampslaan, Emile Maxlaan en Felix Marichallaan) en er bestaat een cultureel centrum De Kriekelaar. In het Josaphatpark worden wel nog ezels gehouden en Schaarbeek blijft bekend als 'de ezelsgemeente'.

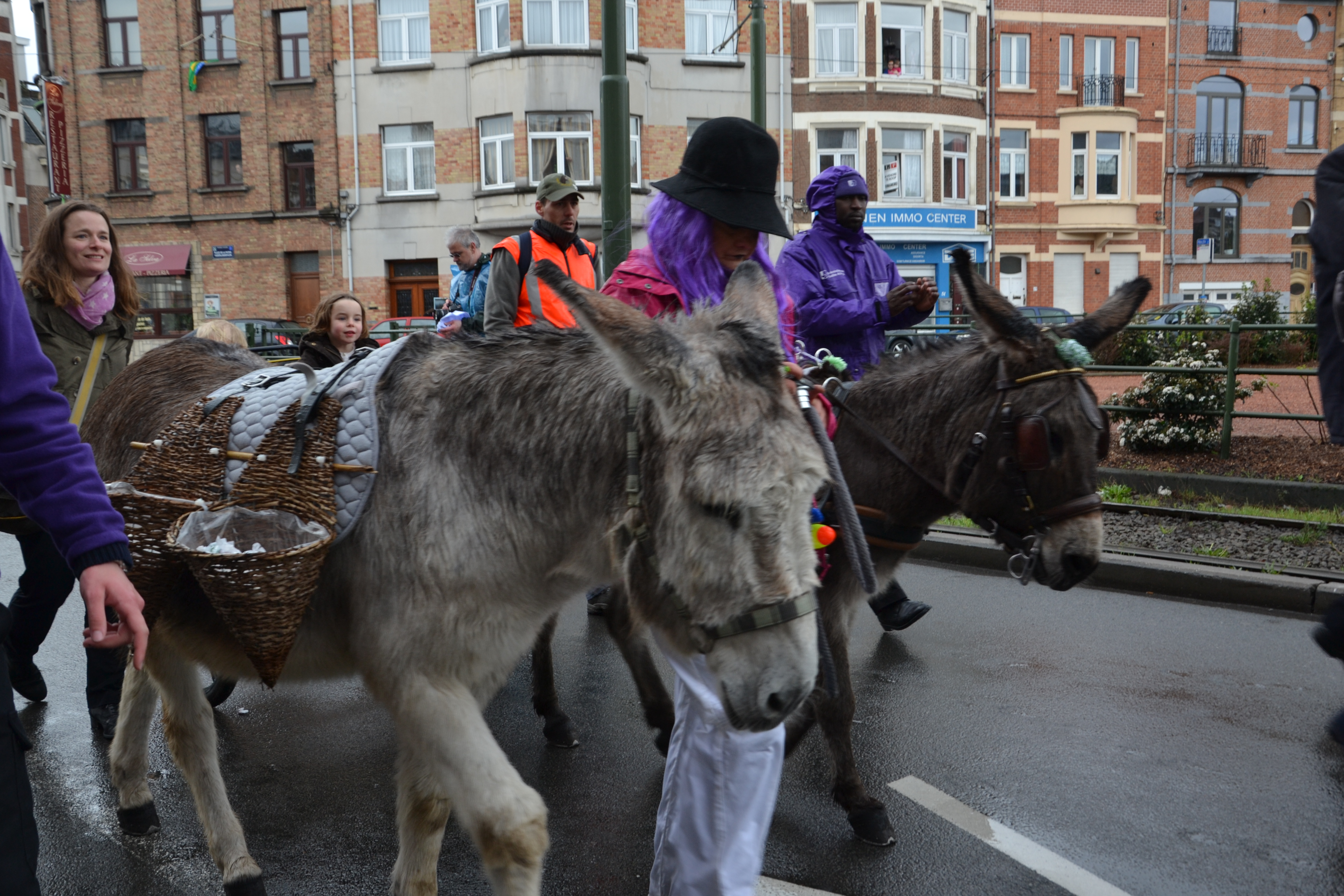
Ezels in de optocht van het Schaarbeekse carnaval (2014)
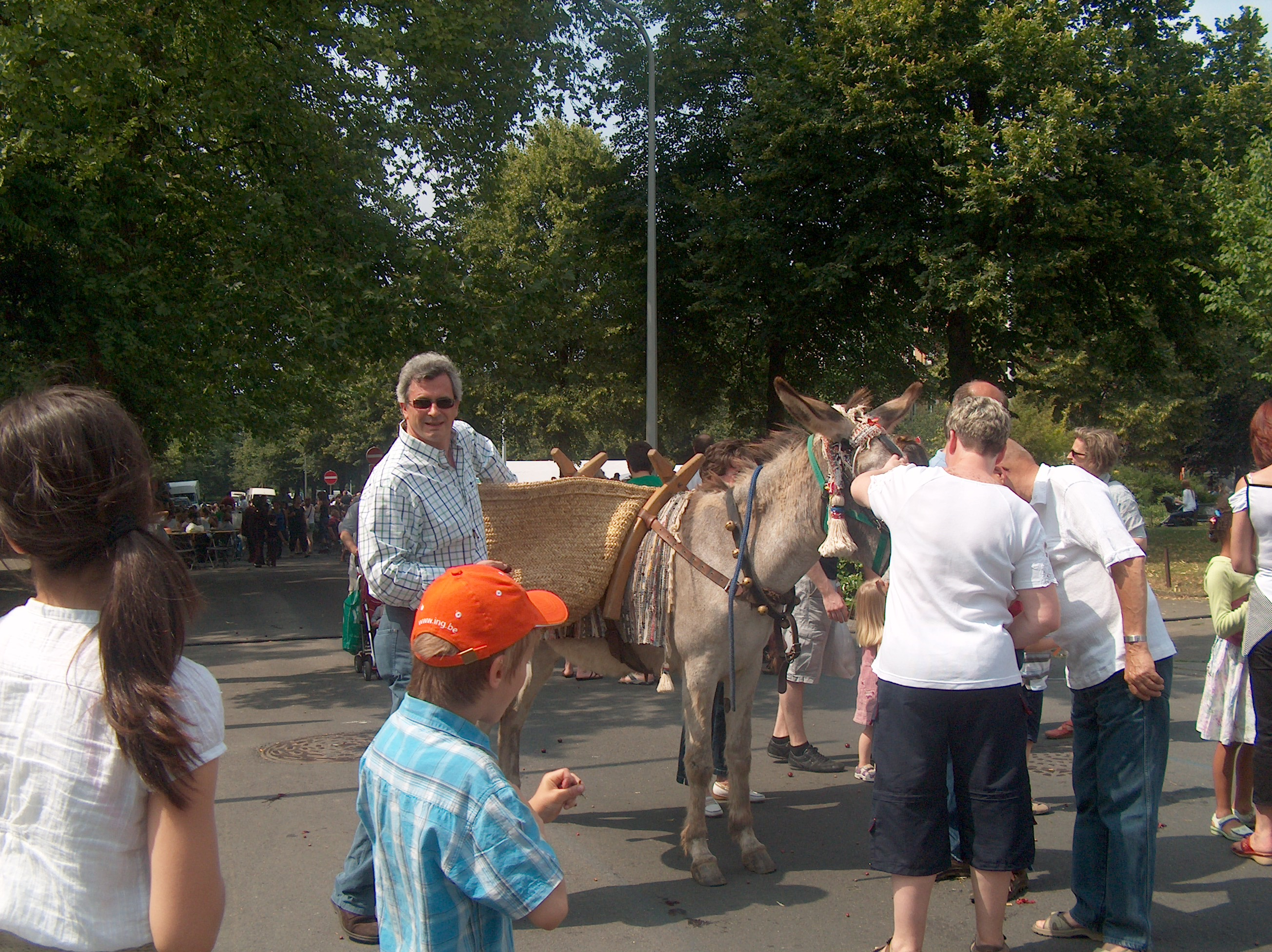
De burgemeester (links) deelt krieken uit tijdens de Kriekenfeesten (2009)
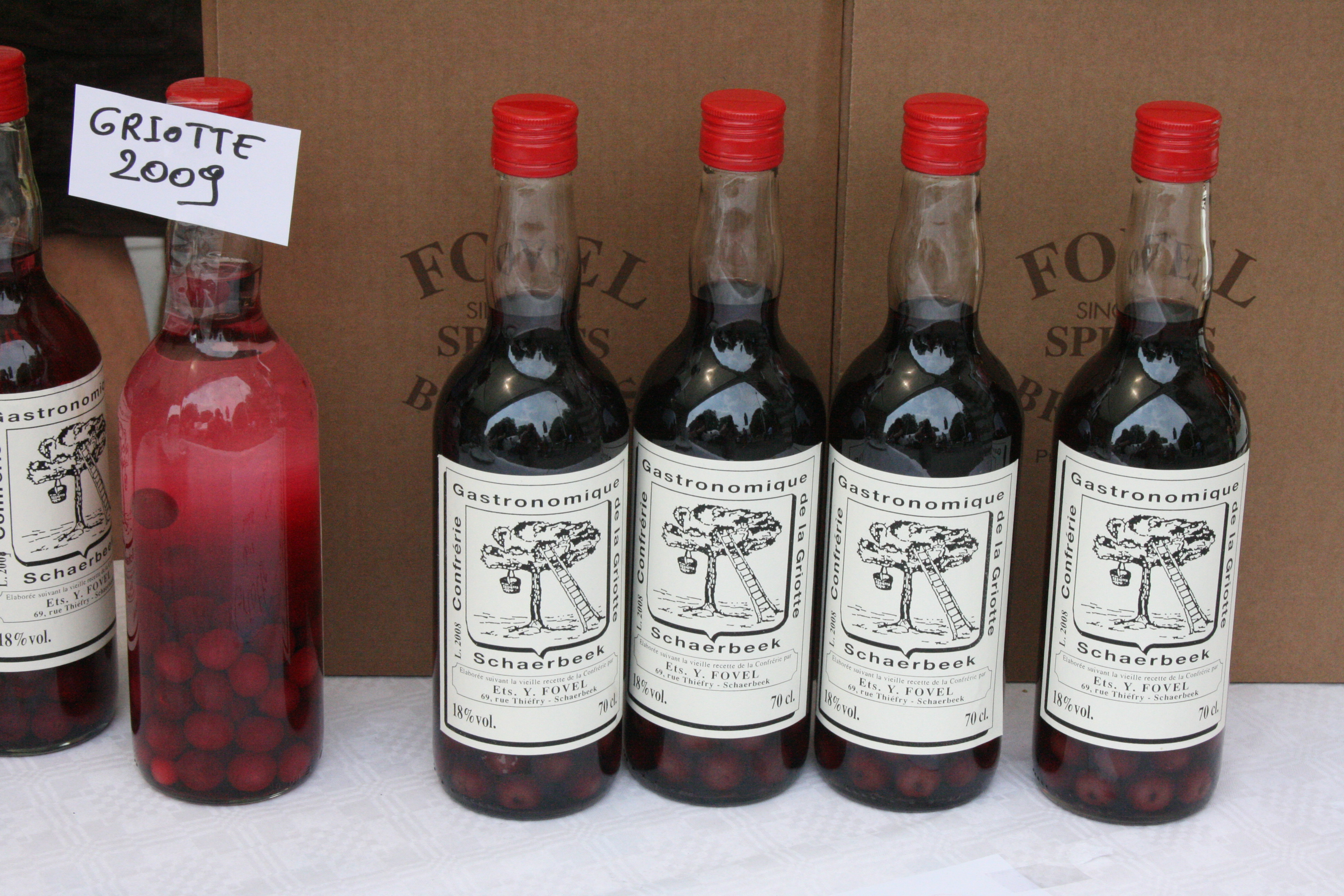
Schaarbeekse krieken op jenever

## Verkeer en vervoer
In 1864 kreeg Schaarbeek een station in het uiterste noorden van de gemeente. Omwille van aanleg van de Noord-Zuidverbinding werd het station Brussel-Noord in 1952 verplaatst naar de gemeente Schaarbeek. Het nieuwe Noordstation kwam dichter bij het historische centrum van Schaarbeek te liggen dan het Station Schaarbeek in het noorden waardoor dit laatste aan belang inboette. In het zuiden van de gemeente werd in 1976 het Station Meiser geopend op spoorlijn 26. Door de gemeente lopen enkele belangrijke tramlijnen, zoals tram 7, 25, 55 en 92.
Het Brusselse Noordstation ligt op het grondgebied van Schaarbeek, terwijl het Station Schaarbeek dan weer op het grondgebied van de Stad Brussel ligt.

## Politiek

### Resultaten gemeenteraadsverkiezingen sinds 1976
| Partij of kartel     | Partij of kartel                                                    | 10-10-1976 | 10-10-1976 | 10-10-1982 | 10-10-1982 | 9-10-1988 | 9-10-1988 | 9-10-1994 | 9-10-1994 | 8-10-2000 | 8-10-2000 | 8-10-2006 | 8-10-2006 | 14-10-2012 | 14-10-2012 | 14-10-2018 | 14-10-2018 | 13-10-2024 | 13-10-2024 |
| Stemmen / Zetels     | Stemmen / Zetels                                                    | %          | 47         | %          | 47         | %         | 47        | %         | 47        | %         | 47        | %         | 47        | %          | 47         | %          | 47         | %          | 47         |
| -------------------- | ------------------------------------------------------------------- | ---------- | ---------- | ---------- | ---------- | --------- | --------- | --------- | --------- | --------- | --------- | --------- | --------- | ---------- | ---------- | ---------- | ---------- | ---------- | ---------- |
|                      | AMADA1/ PTB-PVA2/ CLAIRE3/ PTB+PVDA+4/ PTB*PVDA+5/ PTB*PVDA6        | 0,731      | 0          | -          |            | 0,282     | 0         | 1,452     | 0         | 2,113     | 0         | 1,234     | 0         | 3,355      | 1          | 12,666     | 6          | 13,236     | 6          |
|                      | IDS1/ IDS-SPE                                                       | -          |            | -          |            | 5,91      | 2         | 5,56E     | 2         | -         |           | -         |           | -          |            | -          |            | -          |            |
|                      | PS-SPD/ IDS-SPE/ PS-sp.aF/ Vooruit+1                                | -          |            | -          |            | 13,09D    | 6         | 5,56E     | 2         | -         |           | -         |           | -          |            | 18,09F     | 9          | 2,251      | 0          |
|                      | PS1/ PS-SPD/ PS-sp.aF                                               | 12,631     | 6          | 11,581     | 6          | 13,09D    | 6         | 8,241     | 4         | 11,751    | 5         | 25,161    | 13        | 25,071     | 13         | 18,09F     | 9          | 19,171     | 10         |
|                      | ECOLO1/ Ecolo-Groen2                                                | -          |            | 5,91       | 2          | 8,751     | 4         | 9,891     | 5         | 20,681    | 11        | 13,791    | 6         | 13,432     | 7          | 19,392     | 10         | 17,602     | 9          |
|                      | CVP1/ cdH-CD&V+A                                                    | -          |            | -          |            | 3,371     | 1         | -         |           | -         |           | -         |           | -          |            | 7,22A      | 3          | -          |            |
|                      | PSC1/ cdH2/ cdH-CD&V+A/ MR & Les Engagés 1030G                      | 9,511      | 4          | 7,311      | 3          | 7,251     | 3         | 7,911     | 4         | 7,461     | 3         | 10,92     | 5         | 9,052      | 4          | 7,22A      | 3          | 18,23G     | 10         |
|                      | PRL1/ PRL-VLDB/ PRL-FDFC/ MR3 /MR & Citoyens4/ MR & LesEngagés1030G | 9,751      | 4          | 9,781      | 4          | -         |           | 16,47B    | 9         | 30,35C    | 16        | -         |           | 9,573      | 4          | 6,234      | 2          | 18,23G     | 10         |
|                      | FDF1/ Liste Bourgmestre2                                            | -          |            | -          |            | 9,521     | 4         | 13,451    | 7         | 30,35C    | 16        | 40,792    | 22        | 32,742     | 18         | 31,972     | 17         | 12,622     | 5+1        |
|                      | PRL-VLDB/ VLD-LIB1/ Liste Bourgmestre2                              | -          |            | -          |            | -         |           | B         |           | -         |           | 1,621     | 0         | 32,742     | 18         | 31,972     | 17         | 12,622     | 5+1        |
|                      | VU1/ VU-ID2/ N-VA3                                                  | -          |            | -          |            | 1,611     | 0         | 0,881     | 0         | 1,132     | 0         | -         |           | 2,243      | 0          | 2,733      | 0          | 2,083      | 0          |
|                      | Vlaams Blok1/ DEMOL2/ Vlaams Belang3                                | -          |            | -          |            | 1,151     | 0         | 3,091     | 0         | 8,512     | 4         | 4,072     | 1         | 1,453      | 0          | 1,173      | 0          | -          |            |
|                      | FN                                                                  | -          |            | -          |            | 1,19      | 0         | 9,55      | 5         | -         |           | 1,94      | 0         | -          |            | -          |            | -          |            |
|                      | Team Fouad Ahidar+1030                                              | -          |            | -          |            | -         |           | -         |           | -         |           | -         |           | -          |            | -          |            | 8,50       | 4          |
|                      | 1030 ENSEMBLE                                                       | -          |            | -          |            | -         |           | -         |           | -         |           | -         |           | -          |            | -          |            | 5,37       | 2          |
|                      | NOLS1/ LB2                                                          | 51,71      | 28         | 51,521     | 30         | 45,931    | 27        | 20,462    | 11        | 15,832    | 8         | -         |           | -          |            | -          |            | -          |            |
|                      | SE                                                                  | 10,45      | 5          | 6,49       | 2          | -         |           | -         |           | -         |           | -         |           | -          |            | -          |            | -          |            |
|                      | Anderen(*)                                                          | 5,23       | 0          | 7,41       | 0          | 2,25      | 0         | 4,48      | 0         | 2,18      | 0         | 0,51      | 0         | 3,10       | 0          | 0,54       | 0          | 0,94       | 0          |
| Totaal stemmen       | Totaal stemmen                                                      | 62.484     | 62.484     | 52.247     | 52.247     | 47.041    | 47.041    | 42.650    | 42.650    | 44.103    | 44.103    | 53.273    | 53.273    | 54.266     | 54.266     | 56.539     | 56.539     | 51.319     | 51.319     |
| Opkomst %            | Opkomst %                                                           |            |            |            |            | 84,62     | 84,62     | 84,08     | 84,08     | 81,28     | 81,28     | 88,33     | 88,33     | 84,01      | 84,01      | 83,87      | 83,87      | 78,52      | 78,52      |
| Blanco en ongeldig % | Blanco en ongeldig %                                                | 2,37       | 2,37       | 6,26       | 6,26       | 6,41      | 6,41      | 5,88      | 5,88      | 5,28      | 5,28      | 4,19      | 4,19      | 5,48       | 5,48       | 6,57       | 6,57       | 5,64       | 5,64       |

De rode cijfers naast de gegevens duiden aan onder welke naam de partijen telkens bij een verkiezing opkwamen, rode letters duiden de kartels aan.

De zetels van de gevormde meerderheid staan vetjes afgedrukt. De grootste partij is in kleur.

(*) 1976: UB (2,72%), PCB-KPB (2,19%), MDP (0,32%) / 1982: UDRT-RAD (2,87%), DSF-DEG (2,25%), PUN-NEP (0,13%), RPR-KVV (0,22%), RSL (0,07%), UDB (0,33%), UNF (1,11%), VDL (0,43%) / 1988: AVB (1,27%), POS_SAP (0,32%), RN_CDAS (0,22%), URD (0,16%) / 1994: AS (0,67%), B.E.B. (0,97%), GU (0,69%), MERCI (0,34%), ROSSEM (0,24%), UNIE (0,12%) / 2000: LA.G.P. (0,53%), FNB (1,33%), PIC (0,32%) / 2006: MAS-LSP (0,14%), UNIE (0,37%) / 2012: FGS (0,86%), PIRATES-PIRATEN (1,34%), Egalité (0,90%) / 2018: Citoyens d'Europe M3E / 2024: Collectif Citoyen (0,94%)

### Representativiteit
Voor Schaarbeek, net zoals voor de andere gemeenten van het Brussels Hoofdstedelijk Gewest, geldt dat het aantal kiezers in verhouding tot het aantal inwoners erg laag ligt, zowel absoluut als in vergelijking met de rest van het land. Dit is het gevolg van het hoge aandeel niet Belgische inwoners (ook al kunnen deze onder bepaalde voorwaarden over gemeentelijk stemrecht beschikken). Daarnaast ligt ook het aantal kiezers dat niet komt opdagen, ondanks de stemplicht, erg hoog zodat het totaal aantal uitgebrachte stemmen, inclusief ongeldige en blanco, in de 19 gemeenten van het gewest slechts 44,66% van het aantal inwoners bedraagt. Schaarbeek scoort slechter met een verhouding van 42,48% uitgebrachte stemmen/inwoners.

#### Verhouding kiezers/inwoners en absenteïsme bij de gemeenteraadsverkiezingen van 14 oktober 2012
- Schaarbeek: 50,56% (kiezers/inw.) - 15,99% (absenteïsme)
- Totaal Brussels Gewest: 53,89% (kiezers/inw.) - 17,14% (absenteïsme)

Ter vergelijking:
- Vlaamse provinciehoofdsteden: 69,30% (kiezers/inw.) - 12,12% (absenteïsme)
- Waalse provinciehoofdsteden: 69,04% (kiezers/inw.) - 17,31% (absenteïsme)

### Lijst van burgemeesters van Schaarbeek sinds 1830
- Jean-François Herman (1829-1835)
- Zénon Charlies d'Odomont (1835-1842)
- Charles Van Hove (1844-1852)
- Willem Geefs (1852-1860)
- Victor Gendebien (1861-1864)
- Eugène Dailly (1864-1873)
- Guillaume Kennis (1873-1878, 1896-1903)
- Achille Colignon (lib.) (1879-1891)
- Ernest Laude (1891-1895)
- Achille Huart-Hamoir (1903-1909)
- Auguste Reyers (lib.) (1909-1921)
- Raymond Foucart (lib.) (1921-1927)
- Jean-Baptiste Meiser (lib.) (1927-1938)
- Fernand Blum (lib.) (1938-1940)
- Arthur Dejase (1940-1947)
- Fernand Blum (lib.) (1947-1963)
- Gaston Williot (lib.) (1963-1970)
- Roger Nols (FDF, PRL, FNB) (1971-1989)
- Léon Weustenraedt (1989-1992)
- Francis Duriau (PRL-FDF) (1992-2000)
- Bernard Clerfayt (MR-FDF) (2001-2024)
- Frédéric Nimal (DéFI) (2024-2025) (waarnemend)
- Audrey Henry (MR (2025-heden)

## Sport
Verschillende voetbalclubs speelden in Schaarbeek. CS de Schaerbeek ontstond in het begin van de 20ste eeuw en speelde vele jaren in de nationale reeksen. De club ging in 1969 op in fusieclub Crossing Club de Schaerbeek, die daarna enkele seizoenen in de Eerste Klasse speelde. Crossing Club zakte daarna weg en verliet Schaarbeek in de jaren 80. Andere clubs speelden of spelen in de provinciale reeksen, zoals RUS Albert Schaerbeek (opgegaan in Crossing Schaarbeek), RC de Schaerbeek en  Kosova Schaerbeek.

## Demografische ontwikkeling
- Bronnen:NIS, Opm:1806 tot en met 1981=volkstellingen; 1990 en later= inwonertal op 1 januari

| Inwoners van jaar tot jaar op 1 januari 1992 tot heden | Inwoners van jaar tot jaar op 1 januari 1992 tot heden | Inwoners van jaar tot jaar op 1 januari 1992 tot heden |
| jaar                                                   | Aantal                                                 | Evolutie: 1992=index 100                               |
| ------------------------------------------------------ | ------------------------------------------------------ | ------------------------------------------------------ |
| 1992                                                   | 102.417                                                | 100,0                                                  |
| 1993                                                   | 102.088                                                | 99,7                                                   |
| 1994                                                   | 102.392                                                | 100,0                                                  |
| 1995                                                   | 102.599                                                | 100,2                                                  |
| 1996                                                   | 103.422                                                | 101,0                                                  |
| 1997                                                   | 104.042                                                | 101,6                                                  |
| 1998                                                   | 104.757                                                | 102,3                                                  |
| 1999                                                   | 104.748                                                | 102,3                                                  |
| 2000                                                   | 105.692                                                | 103,2                                                  |
| 2001                                                   | 106.641                                                | 104,1                                                  |
| 2002                                                   | 107.736                                                | 105,2                                                  |
| 2003                                                   | 109.138                                                | 106,6                                                  |
| 2004                                                   | 110.253                                                | 107,7                                                  |
| 2005                                                   | 110.375                                                | 107,8                                                  |
| 2006                                                   | 111.946                                                | 109,3                                                  |
| 2007                                                   | 113.493                                                | 110,8                                                  |
| 2008                                                   | 116.049                                                | 113,3                                                  |
| 2009                                                   | 118.275                                                | 115,5                                                  |
| 2010                                                   | 121.232                                                | 118,4                                                  |
| 2011                                                   | 125.656                                                | 122,7                                                  |
| 2012                                                   | 127.747                                                | 124,7                                                  |
| 2013                                                   | 130.587                                                | 127,5                                                  |
| 2014                                                   | 131.604                                                | 128,5                                                  |
| 2015                                                   | 131.030                                                | 127,9                                                  |
| 2016                                                   | 132.590                                                | 129,5                                                  |
| 2017                                                   | 133.042                                                | 129,9                                                  |
| 2018                                                   | 133.010                                                | 129,9                                                  |
| 2019                                                   | 133.309                                                | 130,2                                                  |
| 2020                                                   | 132.799                                                | 129,7                                                  |
| 2021                                                   | 131.451                                                | 128,3                                                  |
| 2022                                                   | 130.690                                                | 127,6                                                  |
| 2023                                                   | 130.775                                                | 127,7                                                  |
| 2024                                                   | 130.405                                                | 127,3                                                  |
| 2025                                                   | 129.775                                                | 126,7                                                  |

## Bekende Schaarbekenaars
- Aleidis van Schaarbeek (1225-1250), heilige mystica
- Hendrik Jacobus van Tulder (1819-1903), architect
- Jan Amandus Van Droogenbroeck (1835-1902), dichter
- Paul Deschanel (1855-1922), president van Frankrijk
- Henri Privat Livemont (1861-1936), decorateur
- Georges Lemmen (1865-1916), kunstschilder
- Camille Jenatzy (1868-1913), autocoureur
- Théophile De Donder (1872-1957), natuurkundige
- Jules Merckaert (1872-1924), kunstschilder
- Elisa Kufferath (1875-na 1900), celliste
- Gustave Strauven (1878-1919), architect
- Odile Moereels (1880-1964), Nederlands verzetsstrijdster en verpleegkundige
- Jozef Cardijn (1882-1967), kardinaal
- Valentine Bender (1884-1947), beeldhouwster
- Gérard Delarge (1884-?), atleet
- Nel Duerinckx (1886-1971), echtgenote en muze van de Belgische kunstschilder Rik Wouters
- Pierre Daye (1892-1960), volksvertegenwoordiger, collaborateur, journalist en letterkundige
- Johanna Eekman (1897-1960), Nederlands verzetsstrijder en verpleegkundige
- Pieter Leemans (1897-1980), componist, muziekpedagoog, dirigent en pianist
- Justin Houben (1898-1958), politicus en redacteur
- Paul-Henri Spaak (1899-1972), politicus en secretaris-generaal van de NAVO (1957-1961)
- Charles Willems (1907-1974), politicus
- Marcel Thielemans (1912-2003), trombonist/zanger
- François-Henri Guillaume (1913-1963), volksvertegenwoordiger en burgemeester
- Andrée de Jongh (1916-2007), verzetsstrijdster
- Robert Senelle (1918-2013), academicus en grondwetspecialist
- Andrée Geulen-Herscovici (1921-2022), verzetsstrijdster tijdens WO II
- Monique de Bissy (1923-2009), verzetsstrijdster
- Jacques Delelienne (1928-2020), atleet
- Jacques Brel (1929-1978), muzikant
- Jean Roba (1930-2006), stripauteur
- Etienne Cerexhe (1931-2020), hoogleraar en politicus
- Claude Coppens (1936), pianist en componist
- Patrick Nothomb (1936), diplomaat
- Wilfried Geeroms (1941-1999), atleet
- Alain Pierre (1948-2024), componist
- Raymond van het Groenewoud (1950), muzikant
- Alain Courtois (1951), bestuurder
- Luk Van Nieuwenhuysen (1952), politicus
- Dani Klein (1953), zangeres
- Maurane (1960 - 2018), zangeres
- Georges Grün (1962), voetballer
- Emilio Ferrera (1967), voetballer en voetbaltrainer
- Fadila Laanan (1967), politica
- Virginie Efira (1977), Belgisch-Frans actrice

## Partnersteden
- Houffalize (België) (sinds 1952)
- Kinrooi (België) (sinds 2017)
- Aldeneik (België) (sinds 2018)
- Quebec (Canada) (sinds 1976)
- Anyang (China) (sinds 1985)
- Vicovu de Sus (Roemenië) (sinds 1989)
- wijk Dardania (Pristina) (Kosovo) (sinds 1999)
- Prairie Village (Verenigde Staten) (sinds 2000)
- Al Hoceïma (Marokko) (sinds 2003)
- Beyoğlu (Turkije) (sinds 2004)
- Nablus (Palestina) (sinds 2022)

## Nabijgelegen kernen
Evere, Sint-Lambrechts-Woluwe, Sint-Joost-ten-Node, Laken